# Campylopus rauei
Campylopus rauei là một loài Rêu trong họ Dicranaceae. Loài này được (Austin) Paris mô tả khoa học đầu tiên năm 1894.